# Nếu bị ai vả má bên phải, thì hãy giơ cả má bên trái

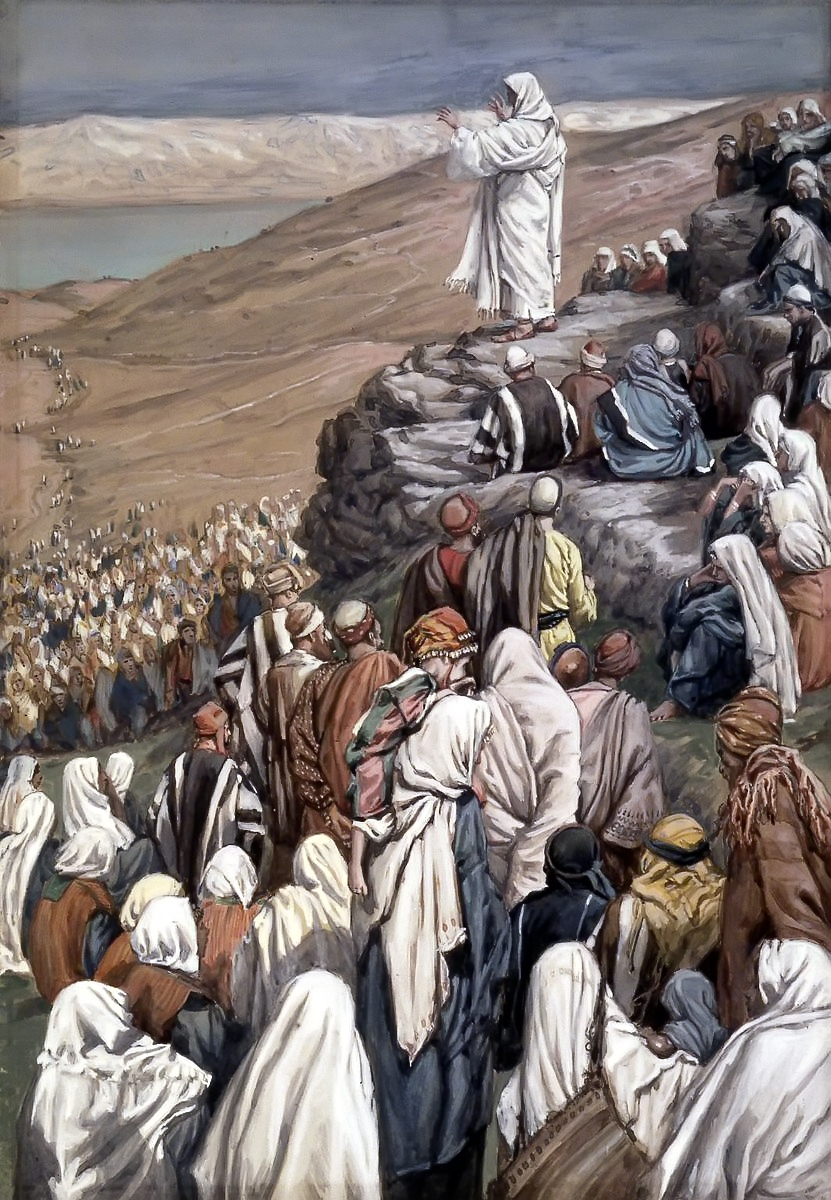
Nếu bị ai vả má bên phải, thì hãy giơ cả má bên trái

Nếu bị ai vả má bên phải, thì hãy giơ cả má bên trái là một cụm từ trong giáo lý Kitô giáo khi đề cập đến thái độ ứng phó trước sự xúc phạm mà không trả thù. Câu nói này của Chúa Giêsu trích từ bài giảng trên núi được ký thuật trong Phúc Âm Mátthêu là đồng nghĩa với câu "hãy yêu thương kẻ thù" và là nghịch đảo của câu "Mắt đền mắt, răng đền răng". 
| “                                                                     | 38 "Anh em đã nghe Luật dạy rằng: Mắt đền mắt, răng đền răng. 39 Còn Thầy, Thầy bảo anh em: đừng chống cự người ác, trái lại, nếu bị ai vả má bên phải, thì hãy giơ cả má bên trái ra nữa. 40 Nếu ai muốn kiện anh để lấy áo trong của anh, thì hãy để cho nó lấy cả áo ngoài. 41 Nếu có người bắt anh đi một dặm, thì hãy đi với ấy hai dặm. 42 Ai xin, thì hãy cho; ai muốn vay mượn, thì đừng ngoảnh mặt đi. | ” |
| — Mátthêu 5:38-42, Bản dịch của Nhóm Phiên dịch Các giờ kinh Phụng vụ | |   |